# Повуа-де-Аталая
Повуа-де-Аталая (порт. Póvoa de Atalaia)  —  район (фрегезия) в Португалии,  входит в округ Каштелу-Бранку. Является составной частью муниципалитета  Фундан. По старому административному делению входил в провинцию Бейра-Байша. Входит в экономико-статистический  субрегион Кова-да-Бейра, который входит в Центральный регион. Население составляет 791 человек на 2001 год. Занимает площадь 11,07 км².